# Johann Heinrich Schmelzer
Johann Heinrich Schmelzer, także Schmeltzer, Schmelzer von Ehrenruef (ur. około 1620–1623 w Scheibbs, zm. między 29 lutego a 20 marca 1680 w Pradze) – austriacki kompozytor i skrzypek.

## Życiorys
Nie wiadomo nic na temat jego wczesnego wykształcenia ani przybycia do Wiednia, gdzie około 1635−1636 roku został członkiem kameralnej kapeli dworskiej, przypuszczalnie w charakterze skrzypka. Mógł tam uczyć się u Antonio Bertalego, Giovanniego Sansoniego lub Burckhardta Kuglera. Od 1643 roku był instrumentalistą w katedrze św. Szczepana w Wiedniu. W 1649 roku otrzymał posadę skrzypka kapeli cesarskiej. Dyrygował orkiestrą podczas koronacji cesarskiej Leopolda I we Frankfurcie w 1658 roku. W latach 1673−1679 był wicekapelmistrzem, następnie od 1679 roku, jako pierwszy Austriak na tym stanowisku, kapelmistrzem orkiestry dworskiej. W 1673 roku otrzymał tytuł szlachecki, od tej pory dodawał do swojego nazwiska przydomek von Ehrenruef. Zmarł w trakcie zarazy.
Jego synowie, Andreas Anton (1653−1701), Georg Joseph (1655−ok. 1700) i Peter Clemens (1672−1746), także działali jako muzycy na dworze wiedeńskim.

## Twórczość
Należał do najważniejszych austriackich kompozytorów muzyki instrumentalnej 2. połowy XVII wieku oraz najwybitniejszych austriackich wirtuozów gry na skrzypcach tego okresu. Twórczość Schmelzera przyczyniła się do rozwoju gatunku suity i sonaty. Jego zbiór Sonatae unarum fidium (1664) zawiera najstarsze znane sonaty na skrzypce i basso continuo powstałe na obszarze niemieckim. Ponadto był znany jako autor muzyki kościelnej. Zachowało się 13 jego mszy i opracowania Pasji, zaginęło jednak ponad 170 utworów wokalnych znanych z katalogu prywatnej kolekcji Leopolda I.